# Chiesa di San Bartolomeo Apostolo (Vermiglio)
La chiesa di San Bartolomeo Apostolo è una chiesa sussidiaria di Vermiglio, in Trentino, che risale al XII secolo.

## Storia

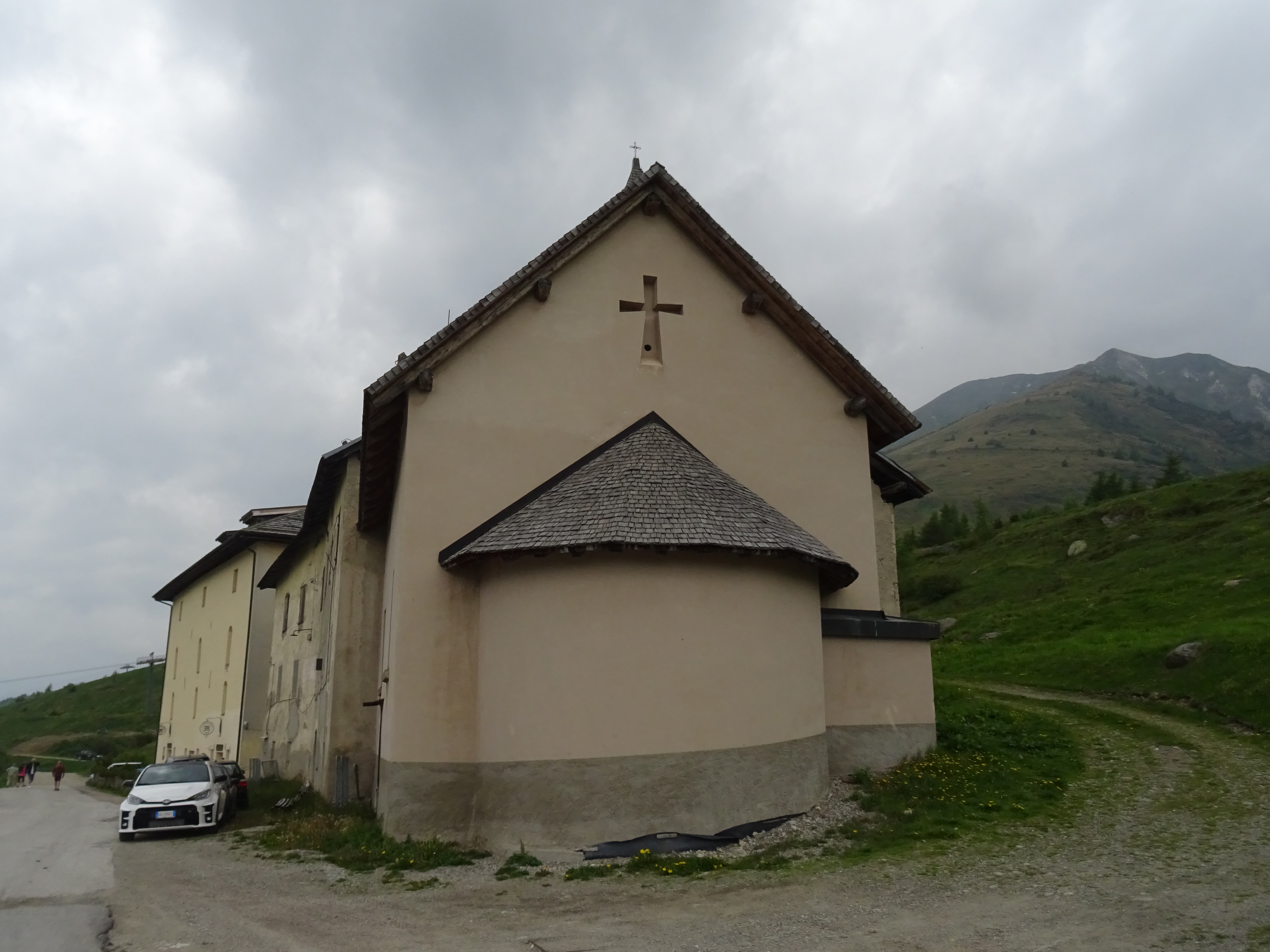
Vista del retro

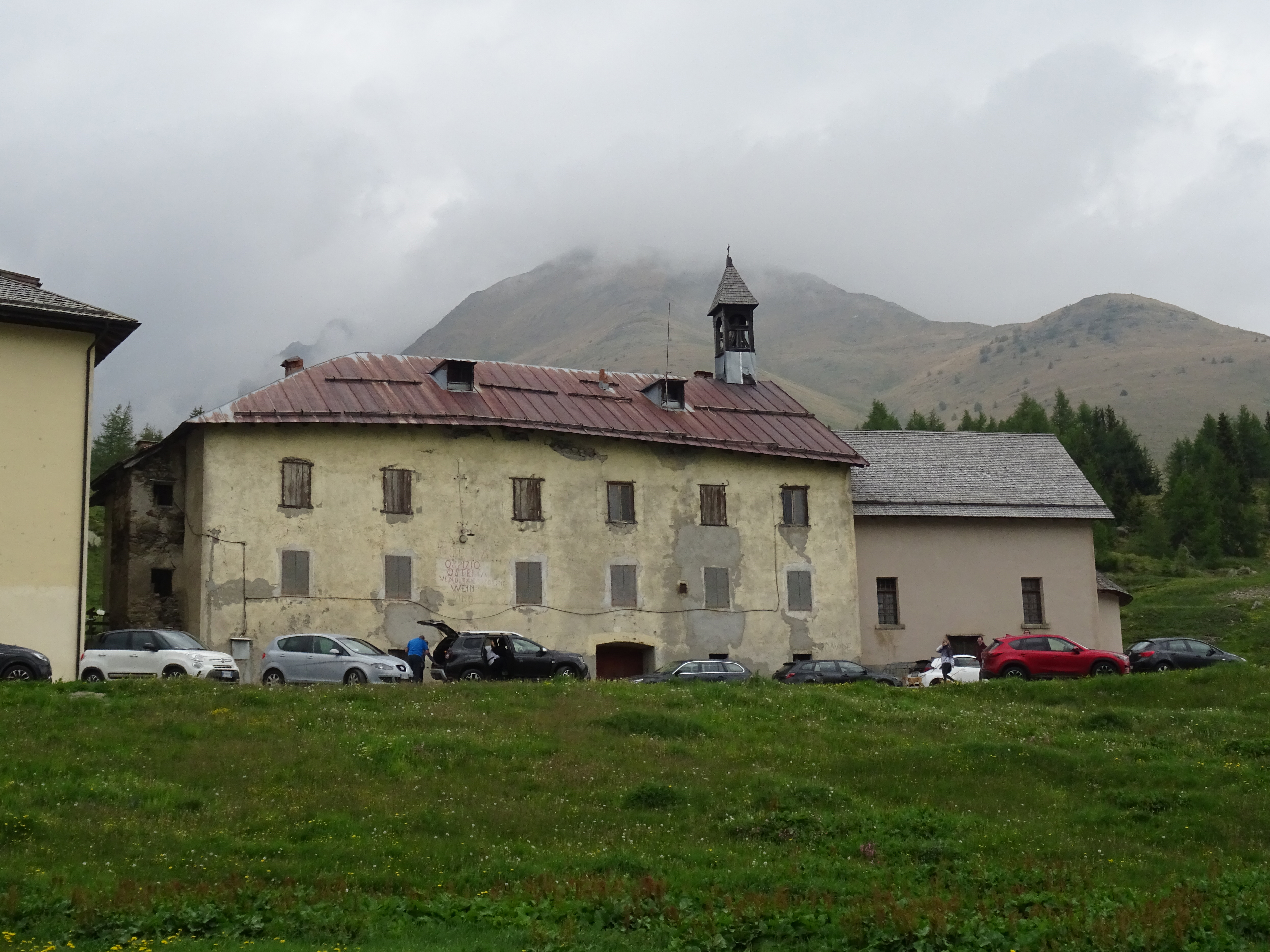
Il vecchio ospizio con la chiesa annessa

La costruzione della chiesa e dell'ospizio risale alla prima metà del XII secolo 1127 ed ebbe la funzione di dare ospitalità per chi viaggiava lungo l'importante via di comunicazione che attraversa il passo del Tonale.
Alla fine del XVI secolo la proprietà del complesso venne attribuita al seminario vescovile di Trento ma chiesa ed ospizio rimasero in affitto al Comune di Vermiglio, e pochi anni dopo la chiesa non fu più utilizzabile per le funzioni religiose a causa delle sue precarie condizioni.
Con la metà del XVII secolo iniziarono importanti lavori di ristrutturazione con ampliamento in altezza dei volumi della sala.
Seguì un periodo difficile per la chiesa, che fu oggetto di ripetuti danneggiamenti e saccheggi. Il primo episodio si ebbe durante il periodo dell'invasione napoleonica, operato dalle truppe francesi. Altri due momenti vi furono nel 1848 e nel 1866.
A partire dal 1870 venne restaurata con rifacimento di varie parti della struttura, compresa la pavimentazione.
Durante il conflitto mondiale 1914-18 tutto il complesso venne nuovamente e pesantemente danneggiato quindi, nel primo dopoguerra, venne riedificato. In questa fase i rifacimenti fecero perdere molte delle strutture originarie che erano ancora presenti.
Nella seconda metà del XX secolo chiesa ed ospizio vennero separati dal punto di vista amministrativo e proprietario. Solo la chiesa rimase legata alla parrocchia mentre l'ospizio entrò a far parte dei beni comunali.
La chiesa è stata sottoposta ad un recente intervento di restauro all'inizio del XXI secolo ed in tale occasione è stato realizzato l'adeguamento liturgico.

## Descrizione
L'edificio religioso è diacente al vecchio percorso della strada del passo del Tonale e la sua facciata viene condivisa col vicino ospizio. All'interno la navata è unica e termina con un'abside a pianta semicircolare. La pavimentazione della sala è in lastre di pietra.
La torre campanaria si alza dalla struttura dell'ospizio con una cella in legno e la copertura è in scandole di larice.